# Чарлі Мерфі (акторка)
Шарлотта «Чарлі» Мерфі (англ. Charlotte «Charlie» Murphy; нар. 30 листопада 1984) — ірландська акторка театру і телебачення. Найбільш відома роллю Шивон Делейні у серіалі ««Любов/Ненависть»», за яку отримала нагороду IFTA 2013 як найкраща акторка телебачення, а також роллю принцеси Ізольди в телесеріалі BBC «Останнє королівство» (2015).

## Життєпис
Шарлотта — шоста дитина в сім'ї. Її батьки, Пат і Бренда Мерфі, мають перукарню. Сім'я переїхала в Вексфорд, коли Чарлі було 12 років.
Навчалася в Gaiety School of Acting в Дубліні.

## Особисте життя
Зустрічається з театральним та кіно-режисером Семом Єйтсом.

## Фільмографія
| Рік  |   | Українська назва    | Оригінальна назва    | Роль                        |
| ---- | - | ------------------- | -------------------- | --------------------------- |
| 2009 | с | Клініка             | The Clinic           | Наташа Гальпін              |
| 2012 | с | Покидьки            | Misfits              | Грейс                       |
| 2013 | с | Філомена            | Misfits              | Кейтлін                     |
| 2013 | с | Вулиця потрошителя  | Misfits              | Евелін Фолі                 |
| 2013 | с | Село                | The Village          | Марта Лейн / Марта Еллінгем |
| 2013 | с | Гострі картузи      | Peaky Blinders       | Джессі Іден                 |
| 2015 | с | Останнє королівство | The Last Kingdom     | Ізольда                     |
| 2019 | ф | Іноземець           | The Foreigner        | коханка Ліама               |
| 2019 | ф | -                   | Dark Lies the Island | Сара                        |
| 2020 | ф | -                   | The Winter Lake      | Елейн                       |
| 2022 | с | -                   | Deadline             | Наталі                      |
| 2022 | с | -                   | The Capture          | Симона Тернер               |
| 2022 | с | Halo                | Halo                 | Макі («Благословенна»)      |
| 2023 | с | Одержимість         | Obsession            | Анна Бартон                 |